# Exposição dos primitivos flamengos em Bruges

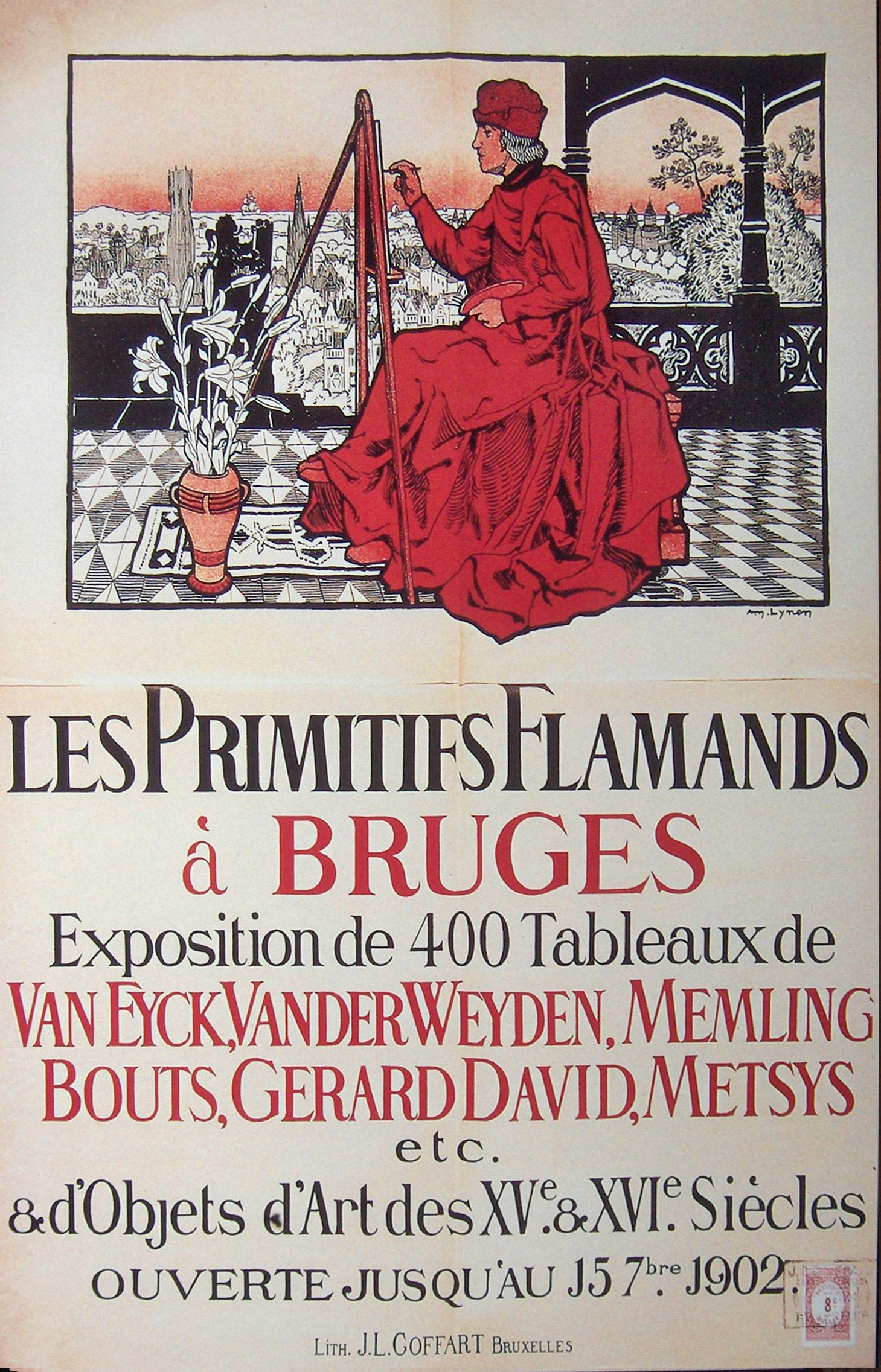
Cartaz oficial da exibição, desenhada por Amédée Lynen

A Exposition des primitifs flamands à Bruges (Exposição dos primitivos flamengos em Bruges) foi uma exposição de obras de pintores flamengos dos séculos XV e XVI que decorreu entre 15 de Junho e 5 de Outubro de 1902 e que teve lugar no Provinciaal Hof, em Bruges, tendo sido a maior exibição daquele conjunto de obras que ocorrera até àquela data. A exposição contou com um catálogo de 413 pinturas, a secção principal de um total de três. A exibição, que recebeu 35 000 visitantes, mostrou-se de grande influência, resultando em cinco livros e vários artigos extensos, para além do catálogo oficial, e dando início ao estudo dos Primitivos Flamengos pelos historiadores.